# 栃泉隆幸
栃泉 隆幸（とちいずみ たかゆき、1959年11月26日 - ）は、大阪府泉佐野市出身で春日野部屋に所属した大相撲力士。本名は中山 隆幸（なかやま たかゆき）。現役時代の体格は188cm、177kg。最高位は東十両3枚目（1983年9月場所）。得意手は突き、押し。

## 来歴
中学生時代は野球をしていたが、春日野親方にスカウトされ、中学3年の時に春日野部屋に入門。1975年1月場所に初土俵を踏んだ。長く序二段で低迷していたが、三段目に定着していた頃の1979年1月場所に本名の中山から、出身地の泉佐野市に因んで「栃泉」と改名すると幕下へ定着し、その間初っ切りで名を馳せる。1982年11月場所に十両昇進。その場所は5勝10敗と負け越し、1場所で幕下に落ちるが、十両に再度昇進した1983年5月場所に11勝4敗の成績で十両優勝。その次の場所も8勝7敗と勝ち越し、番付を幕内目前の十両3枚目まで上げるが、そのあと2場所連続で大きく負け越しまたも幕下に陥落、その後2度と十両に復帰することなく、1990年3月場所を最後に30歳で廃業。廃業後は、貿易会社でのサラリーマン生活を経て整体師に転身、1998年に神戸市灘区に「整体 いずみ院」を開業した。

## 主な成績・記録
- 通算成績：343勝324敗8休 勝率.514
- 十両成績：31勝44敗 勝率.413
- 現役在位：92場所
- 十両在位：5場所
- 各段優勝
  - 十両優勝：1回（1983年5月場所）

### 場所別成績
| | 一月場所 初場所（東京） | 三月場所 春場所（大阪） | 五月場所 夏場所（東京） | 七月場所 名古屋場所（愛知） | 九月場所 秋場所（東京） | 十一月場所 九州場所（福岡） |
| --- | ----------------------- | ----------------------- | ----------------------- | --------------------------- | ----------------------- | --------------------------- |
| 1975年 （昭和50年） | （前相撲）              | 東序ノ口16枚目 2–5      | 東序二段111枚目 3–4     | 西序二段115枚目 3–4         | 西序二段120枚目 4–3     | 西序二段88枚目 4–3          |
| 1976年 （昭和51年） | 東序二段62枚目 4–3      | 西序二段42枚目 2–5      | 西序二段62枚目 4–3      | 西序二段37枚目 2–5          | 西序二段62枚目 5–2      | 西序二段27枚目 4–3          |
| 1977年 （昭和52年） | 東序二段5枚目 3–4       | 東序二段17枚目 2–5      | 西序二段41枚目 3–4      | 西序二段53枚目 4–3          | 東序二段36枚目 4–3      | 東序二段15枚目 4–3          |
| 1978年 （昭和53年） | 西序二段筆頭 5–2        | 西三段目54枚目 3–4      | 東三段目64枚目 5–2      | 東三段目35枚目 3–4          | 西三段目48枚目 4–3      | 西三段目32枚目 5–2          |
| 1979年 （昭和54年） | 西三段目12枚目 5–2      | 西幕下50枚目 4–3        | 東幕下42枚目 4–3        | 東幕下34枚目 2–5            | 西幕下57枚目 4–3        | 東幕下46枚目 5–2            |
| 1980年 （昭和55年） | 西幕下25枚目 2–5        | 西幕下43枚目 2–5        | 東三段目9枚目 5–2       | 東幕下44枚目 4–3            | 西幕下33枚目 2–5        | 西幕下55枚目 6–1            |
| 1981年 （昭和56年） | 西幕下26枚目 5–2        | 西幕下16枚目 3–4        | 西幕下23枚目 1–6        | 西幕下45枚目 5–2            | 東幕下28枚目 3–4        | 東幕下35枚目 5–2            |
| 1982年 （昭和57年） | 西幕下18枚目 5–2        | 東幕下8枚目 4–3         | 東幕下6枚目 3–4         | 西幕下11枚目 5–2            | 西幕下5枚目 6–1         | 西十両12枚目 5–10           |
| 1983年 （昭和58年） | 西幕下4枚目 4–3         | 東幕下3枚目 6–1         | 東十両12枚目 優勝 11–4  | 西十両4枚目 8–7             | 東十両3枚目 4–11        | 東十両10枚目 3–12           |
| 1984年 （昭和59年） | 西幕下6枚目 4–3         | 東幕下4枚目 1–6         | 東幕下30枚目 5–2        | 西幕下15枚目 4–3            | 東幕下13枚目 5–2        | 東幕下6枚目 4–3             |
| 1985年 （昭和60年） | 東幕下3枚目 3–4         | 西幕下9枚目 3–4         | 東幕下16枚目 4–3        | 西幕下11枚目 4–3            | 西幕下6枚目 2–5         | 東幕下21枚目 3–4            |
| 1986年 （昭和61年） | 東幕下31枚目 4–3        | 西幕下20枚目 5–2        | 東幕下12枚目 0–5–2      | 西幕下47枚目 5–2            | 東幕下24枚目 3–4        | 東幕下33枚目 2–5            |
| 1987年 （昭和62年） | 西幕下56枚目 6–1        | 西幕下29枚目 1–6        | 東三段目2枚目 4–3       | 西幕下50枚目 3–4            | 西三段目2枚目 5–2       | 西幕下40枚目 2–5            |
| 1988年 （昭和63年） | 東三段目9枚目 5–2       | 西幕下47枚目 5–2        | 東幕下31枚目 3–3–1      | 東幕下43枚目 4–3            | 東幕下32枚目 3–4        | 東幕下43枚目 4–3            |
| 1989年 （平成元年） | 西幕下34枚目 4–3        | 西幕下25枚目 1–6        | 東幕下54枚目 5–2        | 東幕下35枚目 4–3            | 東幕下25枚目 3–4        | 西幕下35枚目 3–4            |
| 1990年 （平成2年） | 西幕下44枚目 4–3        | 東幕下34枚目 引退 0–0–7 | x                       | x                           | x                       | x                           |
| 各欄の数字は、「勝ち-負け-休場」を示す。 優勝 引退 休場 十両 幕下 三賞：敢=敢闘賞、殊=殊勲賞、技=技能賞 その他：★=金星 番付階級：幕内 - 十両 - 幕下 - 三段目 - 序二段 - 序ノ口 幕内序列：横綱 - 大関 - 関脇 - 小結 - 前頭（「#数字」は各位内の序列） |                         |                         |                         |                             |                         |                             |

## 改名歴
- 中山（なかやま、1975年1月場所 - 1978年11月場所）
- 栃泉 隆幸（とちいずみ たかゆき、1979年1月場所 - 1990年3月場所）